# La familia Savage
La familia Savage es una película de 2007 escrita y dirigida por Tamara Jenkins y protagonizada por Philip Seymour Hoffman y Laura Linney. Fue nominada a dos Premios Óscar.

## Sinopsis
Una irreverente y desgarradora historia que gira en torno a una moderna familia estadounidense. Esta película retrata una eventualidad demasiado común: después del distanciamiento emocional y geográfico a través de los años, dos hermanos, Wendy (Laura Linney) y Jon (Philip Seymour Hoffman) deben unirse para cuidar a su anciano y enfermo padre (Philip Bosco). El ingreso del padre en un asilo de ancianos y su eventual muerte ayudan a los hermanos a hacer frente mejor a sus relaciones de amor con los demás.

## Reparto
- Philip Seymour Hoffman como Jon Savage.
- Laura Linney como Wendy Savage.
- Philip Bosco como Lenny Savage.
- Peter Friedman como Larry.
- Gbenga Akinnagbe como Jimmy.

## Premios y nominaciones
Premios Óscar
| Año  | Categoría                     | Persona        | Resultado |
| ---- | ----------------------------- | -------------- | --------- |
| 2007 | Oscar a la mejor actriz       | Laura Linney   | Candidata |
| 2007 | Oscar al mejor guion original | Tamara Jenkins | Candidata |

Globos de Oro
| Año  | Categoría                                       | Persona                | Resultado |
| ---- | ----------------------------------------------- | ---------------------- | --------- |
| 2007 | Globo de Oro al mejor actor - Comedia o musical | Philip Seymour Hoffman | Candidato |

53.ª edición de los Premios Sant Jordi
| Categoría                          | Persona                | Resultado |
| ---------------------------------- | ---------------------- | --------- |
| Mejor actor en película extranjera | Philip Seymour Hoffman | Ganador   |